# Bematistes gea
Bematistes gea är en fjärilsart som beskrevs av Fabricius 1881. Bematistes gea ingår i släktet Bematistes och familjen praktfjärilar. Inga underarter finns listade i Catalogue of Life.